# (18874) Raoulbehrend
(18874) Raoulbehrend est un astéroïde de la ceinture principale.

## Description
(18874) Raoulbehrend est un astéroïde de la ceinture principale. Il fut découvert le 8 novembre 1999 à Gnosca par Stefano Sposetti. Il présente une orbite caractérisée par un demi-grand axe de 2,27 UA, une excentricité de 0,11 et une inclinaison de 4,5° par rapport à l'écliptique.

## Compléments